# Philophylla propreincerta
Philophylla propreincerta är en tvåvingeart som först beskrevs av Hardy 1987.  Philophylla propreincerta ingår i släktet Philophylla och familjen borrflugor. Inga underarter finns listade i Catalogue of Life.